# Peres (Ot Danum)
Peres – bóg podziemnych zaświatów w wierzeniach ludu Ot Danum. Według tamtejszej mitologii to przez niego ludzie mogą umrzeć – przekonał boginię Andin Bamban, żonę twórcy ludzkości o imieniu Patahara, by ludzie byli śmiertelni i umierali. Celem tego było zapobiegnięcie przeludnieniu. Patahara przystał na tę prośbę, lecz uznał, że paznokcie, zęby i włosy będą trwałe, nie będą ulegać zepsuciu. 